# Qiviuk

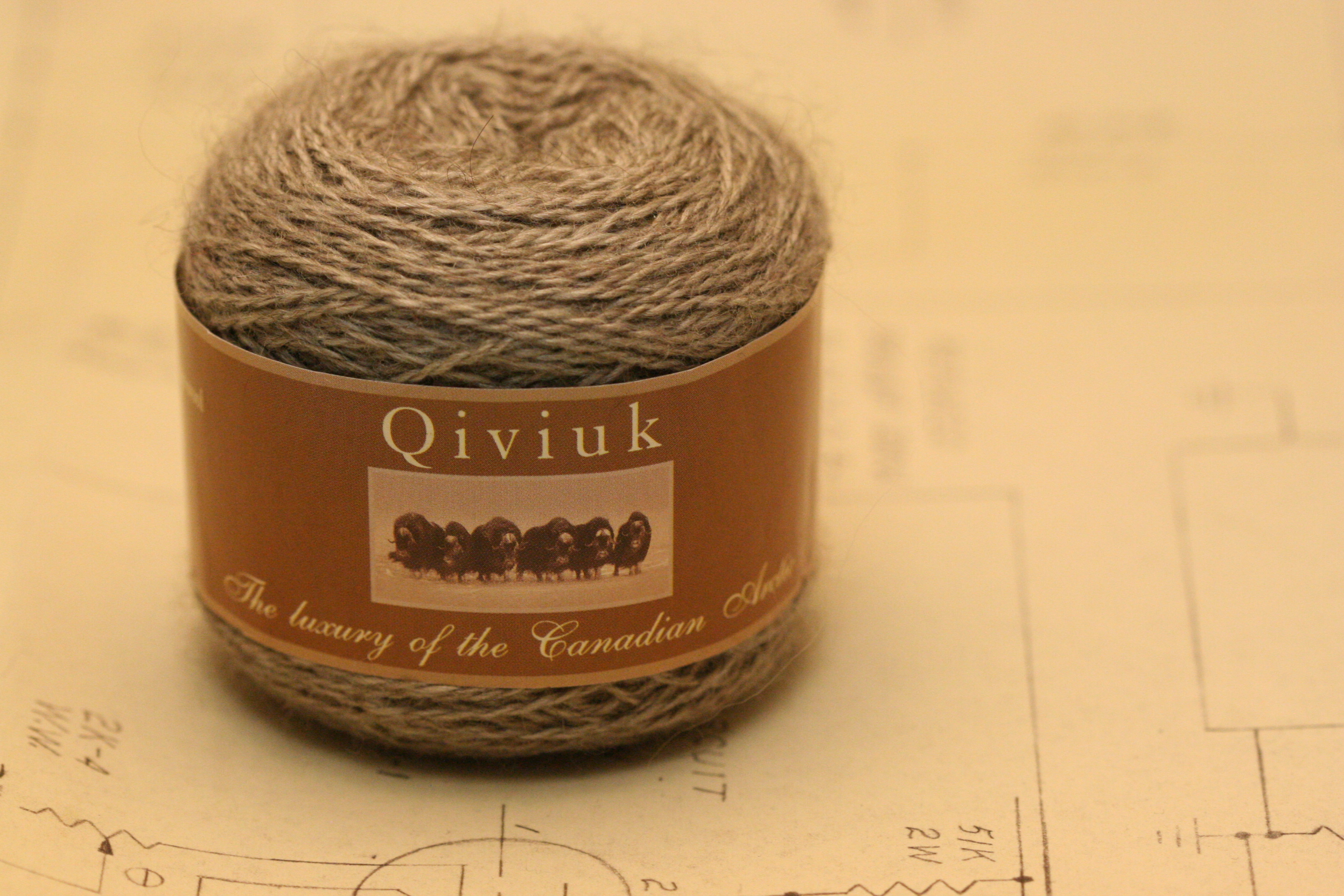
Une pelote de qiviuk.

La qiviuk ou qiviut est un tissu produit à partir du duvet du bœuf musqué. Considéré comme plus fin encore que le cachemire, hypoallergénique, ce tissu très précieux est exploité par des Inuits dans le grand nord canadien, en profitant de la mue naturelle de l'animal. Il est ensuite utilisé par un certain nombre de couturiers pour des produits très haut de gamme. 